# Греция на «Евровидении»
Греция на «Евровидении» выступала 41 раз, дебютировав в 1974 году и пропустив конкурс шесть раз (1975, 1982, 1984, 1986, 1999 и 2000 годы). Ей удалось выиграть конкурс один раз в 2005 году в Киеве: победу принесла уроженка Швеции Елена Папаризу, исполнив песню «My Number One». Текущим вещателем является Греческая корпорация телерадиовещания, которая не функционировала с 2013 по 2015 годы (её место занимала телерадиокомпания НЕРИТ). Она отвечает за организацию отборочного конкурса (внутренний отбор или национальный финал), показ полуфиналов и финала конкурса песни Евровидение.
Греция всего два раза входила в Топ-5 Евровидения в XX веке: в 1977 и 1992 годах она занимала 5-е место. В XXI веке, помимо одержанной победы в 2005 году, Греция занимала третье место трижды в 2001 (группа Antique), 2004 (Сакис Рувас) и 2008 годах (Каломира).
В период 2014—2019 годов Греция занимала места ниже Топ-10, дважды не пройдя в финальную часть конкурса в 2016 и 2018 году. Абсолютным худшим результатом Греции является 16-е место в полуфинале Евровидения-2016 (в финалах Греция занимала 21 место в 2019 году). Негативную тенденцию удалось прервать в 2021 году, когда Стефания принесла Греции 10-е место в финале.
Дважды в конкурсах участвовали Анна Висси (1980 и 2006) и Сакис Рувас (2004 и 2009), причём Рувас вёл конкурс в 2006 году.
За 41 год участия Греция в финале получила 3061 балл, а в полуфинале — 1578 баллов.

## История участия

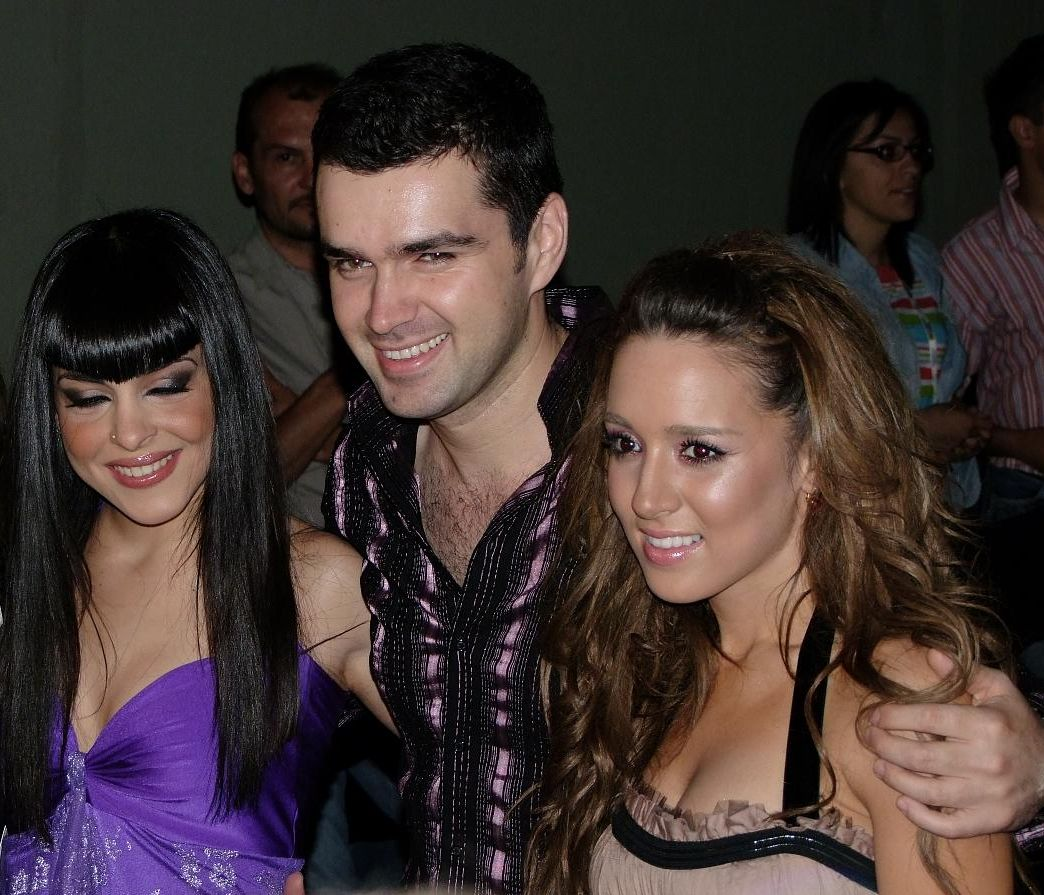
Евдокия Кади (представительница Кипра), Влад Мирицэ (представитель Румынии) и Каломира (представительница Греции) на вечеринке 16 мая 2008 в Белграде

Греция дебютировала на конкурсе в 1974 году, однако следующий конкурс пропустила по непонятным для Европейского вещательного союза причинам. Позднее выяснилось, что тем самым Греция выражала протест против турецкого вторжения на Кипр в 1974 году. Ещё один пропуск состоялся в 1982 году из-за нарушения правил: певец Темис Адамантис собирался выступить с песней «Sarantapente Kopelies» (под вторым номером на конкурсе), которая уже ранее исполнялась. Попытка греков добиться допуска песни за счёт её народного происхождения не увенчалась успехом: правила Евровидения запрещали исполнять народные песни как ранее исполнявшиеся и не оригинальные. За нарушение греки отделались штрафом и были допущены на конкурс 1983 года, но уже тогда ЕРТ решила не ехать на следующий конкурс, так как песни кандидатов на поездку были низкокачественными.
В 1985 году Греция опять вернулась на конкурс и готовила к отправке певицу Полину Мисаилиду с песней «Wagon-lit» (она должна была выступать под номером 18), однако в последний момент отозвала свою заявку. Полина позднее утверждала, что отказ от участия был обоснован политическими проблемами в стране, однако ещё и отметила, что конкурс проводился накануне Православной Пасхи. В 1987 году Греция вернулась на конкурс, но в 1999 году пропустила следующий конкурс из-за недостаточно высокого среднего балла за последние пять лет. Выступление 1998 года чуть не увенчалось скандалом, когда делегация группы Thalassa обвинила британских режиссёров и операторов в нежелании показывать танцоров во время номера и пригрозила отказаться от участия, от чего её отговорили в самый последний момент. В 2000 году Греция не выступала на конкурсе уже по финансовым соображениям.
Спустя 31 год после своего дебюта Греция выиграла всё-таки конкурс: победу привезла Елена Папаризу с песней «My Number One», собрав 10 высших 12-балльных оценок (столько ранее получала только британская рок-группа Katrina and the Waves, выигравшая Евровидение в 1997 году). Впервые также Греция добилась победы, не выходя из полуфинала (тогда ещё действовало правило автоматической квалификации в финал для Топ-10 стран предыдущего конкурса). Песня заняла верхние строчки в хит-парадах Греции, Кипра, Швеции, а также попала в Топ-10 в Румынии, Нидерландах, Венгрии, Бельгии и США. В 2005 году она заняла 4-е место в конкурсе Congratulations. Ранее Папаризу занимала 3-е место в составе группы Antique в 2001 году с песней «Die For You», а ещё одно 3-е место получил Сакис Рувас с песней «Shake It» в 2004 году. Худшим выступлением Греции становились выступления 1998 и 2014 годов: в первом случае группа Thalassa с песней «Mia Krifi Evesthisia» набрала только 12 баллов от Кипра, а в 2014 году исполнители Freaky Fortune и RiskyKidd получили 35 баллов, но Кипр тогда не участвовал. Конкурс Евровидения 2006 года состоялся в Афинах, ведущими которого стали Сакис Рувас и Мария Менунос, исполнявшие несколько песен в интервал-актах. На том конкурсе представительница Греции Анна Висси (участвовавшая ещё в 1980 году) заняла 9-е место.
С 2004 по 2006 годы ЕРТ занималась организацией внутреннего отбора исполнителей самостоятельно, но проводила национальные финалы с целью выбора необходимой песни. В 2007 и 2008 годах официально проводились телевизионные финалы, на которых выбирались и исполнители, и их песни. В 2009 году ЕРТ снова путём внутреннего отбора выбирала кандидата. ЕРТ отвечала за показ полуфиналов и финалов конкурса, но из-за критического финансового положения с 2013 года финал показывает коммерческий музыкальный телеканал MAD TV.
В XXI веке Греция 10 раз попадала в Топ-10, чего не удавалось многим странам: помимо «призовых» мест, она занимала 9-е в 2006 году, 7-е в 2007 году, 7-е в 2009 году, 8-е в 2010 году, 7-е в 2011 году и 6-е в 2013 году. Вместе с тем в 2012, 2014 и 2015 году Греция не попадала в Топ-10.
В 2016 году Греция не попала в финал, что стало её худшим результатом в истории участия в конкурсе.

## Голоса
Кипр и Греция часто обвиняются в том, что они голосуют друг за друга, да и по статистике среди всех стран они чаще всего обмениваются баллами. Воган, кажется, подвёл итог всему этому, когда Кипр дал в прошлый раз Греции 12 баллов. «Всё время люди говорят, что это смешно [...] но продолжают так поступать. Им просто плевать».
Критики обвиняют Грецию в поддержке принципа «блокового голосования», поскольку та регулярно отдаёт 12 баллов Кипру и получает от него же 12 баллов. Одной из причин такой «дружбы» являются мощные культурные связи: большинство жителей Республики Кипр — этнические греки, для которых греческие язык и культура являются родными, а музыкальные предпочтения у киприотов и греков совпадают. В целях борьбы с подобной «поддержкой» в 2008 году Кипр и Грецию специально развели по полуфиналам, чтобы они не могли поддержать друг друга в полуфиналах, однако тех это не останавливало: на вечеринке Евроклуба, где были делегации из 17 стран и 1500 гостей, делегации Кипра и Греции продемонстрировали «слияние греко-киприотского звука». Только в 2015 году Греция и Кипр впервые за долгое время не обменялись высшими баллами, поддержав единогласно Италию (Кипр получил 10 баллов от Греции, а Греция от Кипра 8 баллов). В прошлые разы обменяться высшими баллами им могло помешать только банальное непопадание Кипра в финал.

## Участники
Победитель
     Второе место
     Третье место
     Четвертое место
     Пятое место
     Последнее место
     Автоматический проход в финал
     Не прошла в финал
     Не участвовала или была дисквалифицирована
     Несостоявшееся участие
| Год  | Место проведения   | Исполнитель                                             | Язык                              | Песня                                                                     | Перевод                             | Финал              | Финал              | Полуфинал                         | Полуфинал                         |
| Год  | Место проведения   | Исполнитель                                             | Язык                              | Песня                                                                     | Перевод                             | Место              | Баллы              | Место                             | Баллы                             |
| ---- | ------------------ | ------------------------------------------------------- | --------------------------------- | ------------------------------------------------------------------------- | ----------------------------------- | ------------------ | ------------------ | --------------------------------- | --------------------------------- |
| 1974 | Брайтон            | Маринелла                                               | Греческий                         | «Krasi, Thalassa Kai T' Agori Mou»                                        | «Вино, море и мой возлюбленный»     | 11                 | 7                  | Полуфиналов не было               | Полуфиналов не было               |
| 1975 | Не участвовала     | Не участвовала                                          | Не участвовала                    | Не участвовала                                                            | Не участвовала                      | Не участвовала     | Не участвовала     | Полуфиналов не было               | Полуфиналов не было               |
| 1976 | Гаага              | Мариза Кох                                              | Греческий                         | «Panayia Mou, Panayia Mou»                                                | «Святая Дева, Святая Дева»          | 13                 | 20                 | Полуфиналов не было               | Полуфиналов не было               |
| 1977 | Лондон             | Пасхалис, Марианна Толи, Роберт Уильямс, Бесси Аргираки | Греческий                         | «Mathima Solfege»                                                         | «Урок сольфеджио»                   | 5                  | 92                 | Полуфиналов не было               | Полуфиналов не было               |
| 1978 | Париж              | Таня Цанаклиду                                          | Греческий                         | «Τσάρλυ Τσάπλιν (Charlie Chaplin)»                                        | «Чарли Чаплин»                      | 8                  | 66                 | Полуфиналов не было               | Полуфиналов не было               |
| 1979 | Иерусалим          | Эльпида                                                 | Греческий                         | «Σωκράτη (Sokrati)»                                                       | «Сократ»                            | 8                  | 69                 | Полуфиналов не было               | Полуфиналов не было               |
| 1980 | Гаага              | Анна Висси                                              | Греческий                         | «Ωτοστόπ (Autostop)»                                                      | «Автостоп»                          | 13                 | 30                 | Полуфиналов не было               | Полуфиналов не было               |
| 1981 | Дублин             | Яннис Димитрас                                          | Греческий                         | «Φεγγάρι καλοκαιρινό (Fegari Kalokerino)»                                 | «Летняя луна»                       | 8                  | 55                 | Полуфиналов не было               | Полуфиналов не было               |
| 1982 | Не участвовала     | Не участвовала                                          | Не участвовала                    | Не участвовала                                                            | Не участвовала                      | Не участвовала     | Не участвовала     | Полуфиналов не было               | Полуфиналов не было               |
| 1983 | Мюнхен             | Кристи Стасинопулу                                      | Греческий                         | «Μου λες (Mou Les)»                                                       | «Ты говоришь мне»                   | 14                 | 32                 | Полуфиналов не было               | Полуфиналов не было               |
| 1984 | Не участвовала     | Не участвовала                                          | Не участвовала                    | Не участвовала                                                            | Не участвовала                      | Не участвовала     | Не участвовала     | Полуфиналов не было               | Полуфиналов не было               |
| 1985 | Гётеборг           | Такис Биниарис                                          | Греческий                         | «Μοιάζουμε (Miazoume)»                                                    | «Мы одинаковы»                      | 16                 | 15                 | Полуфиналов не было               | Полуфиналов не было               |
| 1986 | Не участвовала     | Не участвовала                                          | Не участвовала                    | Не участвовала                                                            | Не участвовала                      | Не участвовала     | Не участвовала     | Полуфиналов не было               | Полуфиналов не было               |
| 1987 | Брюссель           | «Bang»                                                  | Греческий                         | «Στοπ (Stop)»                                                             | «Стоп»                              | 10                 | 64                 | Полуфиналов не было               | Полуфиналов не было               |
| 1988 | Дублин             | Афродити Фрида                                          | Греческий                         | «Κλόουν (Kloun)»                                                          | «Клоун»                             | 17                 | 10                 | Полуфиналов не было               | Полуфиналов не было               |
| 1989 | Лозанна            | Марианна Евстратиу                                      | Греческий                         | «To Diko Sou Asteri (Το δικό σου αστέρι)»                                 | «Твоя звезда»                       | 9                  | 56                 | Полуфиналов не было               | Полуфиналов не было               |
| 1990 | Загреб             | Христос Каллоу & «Wave»                                 | Греческий                         | «Χωρίς σκοπό (Horis Skopo)»                                               | «Без цели»                          | 19                 | 11                 | Полуфиналов не было               | Полуфиналов не было               |
| 1991 | Рим                | София Воссу                                             | Греческий                         | «I Anixi»                                                                 | «Η άνοιξη (Весна)»                  | 13                 | 36                 | Полуфиналов не было               | Полуфиналов не было               |
| 1992 | Мальмё             | Клеопатра                                               | Греческий                         | «Όλου του Κόσμου η Ελπίδα (Olou Tou Kosmou I Elpida)»                     | «Надежда всего Мира»                | 5                  | 94                 | Полуфиналов не было               | Полуфиналов не было               |
| 1993 | Милстрит           | Кэти Гарби                                              | Греческий                         | «Ελλάδα, χώρα του φωτός (Ellada, Hora Tou Fotos)»                         | «Греция, земля света»               | 9                  | 64                 | Участвовала в предыдущем году     | Участвовала в предыдущем году     |
| 1994 | Дублин             | Костас Бигалис и «The Sea Lovers»                       | Греческий                         | «Το τρεχαντήρι (To Trehandiri)»                                           | «Три руки»                          | 14                 | 44                 | Полуфиналов не было               | Полуфиналов не было               |
| 1995 | Дублин             | Элина Константопулу                                     | Греческий                         | «Ποια προσευχή (Pia Prosefhi)»                                            | «Какая просьба»                     | 12                 | 68                 | Полуфиналов не было               | Полуфиналов не было               |
| 1996 | Осло               | Марианна Евстратиу                                      | Греческий                         | «Εμείς Φοράμε το Χειμώνα Ανοιξιάτικα (Emeis Forame to Himona Anixiatika)» | «Мы надеваем весеннюю одежду зимой» | 14                 | 36                 | 12                                | 45                                |
| 1997 | Дублин             | Марианна Зорба                                          | Греческий                         | «Χόρεψε (Horepse)»                                                        | «Танцы»                             | 12                 | 39                 | Полуфиналов не было               | Полуфиналов не было               |
| 1998 | Бирмингем          | «Thalassa»                                              | Греческий                         | «Μια κρυφή ευαισθησία (Mia Krifi Evesthisia)»                             | «Скрытые чувства»                   | 20                 | 12                 | Полуфиналов не было               | Полуфиналов не было               |
| 1999 | Дисквалифицирована | Дисквалифицирована                                      | Дисквалифицирована                | Дисквалифицирована                                                        | Дисквалифицирована                  | Дисквалифицирована | Дисквалифицирована | Полуфиналов не было               | Полуфиналов не было               |
| 2000 | Не участвовала     | Не участвовала                                          | Не участвовала                    | Не участвовала                                                            | Не участвовала                      | Не участвовала     | Не участвовала     | Полуфиналов не было               | Полуфиналов не было               |
| 2001 | Копенгаген         | «Antique»                                               | Английский, греческий             | «Die For You»                                                             | «Умру для тебя»                     | 3                  | 147                | Полуфиналов не было               | Полуфиналов не было               |
| 2002 | Таллин             | Михалис Ракиндзис                                       | Английский                        | «S.A.G.A.P.O.»                                                            | «Я люблю тебя»                      | 17                 | 27                 | Полуфиналов не было               | Полуфиналов не было               |
| 2003 | Рига               | Манто                                                   | Английский                        | «Never Let You Go»                                                        | «Никогда тебя не отпущу»            | 17                 | 25                 | Полуфиналов не было               | Полуфиналов не было               |
| 2004 | Стамбул            | Сакис Рувас                                             | Английский                        | «Shake It»                                                                | «Живей!»                            | 3                  | 252                | 3                                 | 238                               |
| 2005 | Киев               | Елена Папаризу                                          | Английский                        | «My Number One»                                                           | «Мой номер один»                    | 1                  | 230                | Топ-12 предыдущего года           | Топ-12 предыдущего года           |
| 2006 | Афины              | Анна Висси                                              | Английский                        | «Everything»                                                              | «Всё»                               | 9                  | 128                | Страна победила в предыдущем году | Страна победила в предыдущем году |
| 2007 | Хельсинки          | Сарбель                                                 | Английский                        | «Yassou Maria»                                                            | «Привет, Мария»                     | 7                  | 139                | Топ-10 предыдущего года           | Топ-10 предыдущего года           |
| 2008 | Белград            | Каломира                                                | Английский                        | «Secret Combination»                                                      | «Секретная комбинация»              | 3                  | 218                | 1                                 | 156                               |
| 2009 | Москва             | Сакис Рувас                                             | Английский                        | «This Is Our Night»                                                       | «Это наша ночь»                     | 7                  | 120                | 4                                 | 110                               |
| 2010 | Осло               | George Alkaios & Friends                                | Греческий                         | «ΩΠΑ (Opa!)»                                                              | «Опа!»                              | 8                  | 140                | 2                                 | 133                               |
| 2011 | Дюссельдорф        | Лукас Йоркас и Stereo Mike                              | Английский, греческий             | «Watch My Dance»                                                          | «Посмотри на мой танец!»            | 7                  | 120                | 1                                 | 133                               |
| 2012 | Баку               | Элефтерия Элефтериу                                     | Английский                        | «Aphrodisiac»                                                             | «Афродизиак»                        | 17                 | 64                 | 4                                 | 116                               |
| 2013 | Мальмё             | «Koza Mostra» и Агафонас Иаковидис                      | Греческий, английский             | «Alcohol Is Free»                                                         | «Бесплатный алкоголь»               | 6                  | 152                | 2                                 | 121                               |
| 2014 | Копенгаген         | «Freaky Fortune» и Riskykidd                            | Английский                        | «Rise Up»                                                                 | «Взлетай»                           | 20                 | 35                 | 7                                 | 74                                |
| 2015 | Вена               | Мария-Элена Кириаку                                     | Английский                        | «One Last Breath»                                                         | «Последний вздох»                   | 19                 | 23                 | 6                                 | 81                                |
| 2016 | Стокгольм          | «Argo»                                                  | Греческий, понтийский, английский | «Utopian Land»                                                            | «Утопическая земля»                 | Не прошли          | Не прошли          | 16                                | 44                                |
| 2017 | Киев               | Demy                                                    | Английский                        | «This Is Love»                                                            | «Это любовь»                        | 19                 | 77                 | 10                                | 115                               |
| 2018 | Лиссабон           | Янна Терзи                                              | Греческий                         | «Oneiro Mou (Όνειρο Μου)»                                                 | «Моя мечта»                         | Не прошла          | Не прошла          | 14                                | 81                                |
| 2019 | Тель-Авив          | Катерина Дуска                                          | Английский                        | «Better Love»                                                             | «Любовь получше»                    | 21                 | 74                 | 5                                 | 185                               |
| 2020 | Роттердам          | Стефания                                                | Английский                        | «SUPERG!RL»                                                               | «Супердевушка»                      | Конкурс отменён    | Конкурс отменён    | Конкурс отменён                   | Конкурс отменён                   |
| 2021 | Роттердам          | Стефания                                                | Английский                        | «Last Dance»                                                              | «Последний танец»                   | 10                 | 170                | 6                                 | 184                               |
| 2022 | Турин              | Аманда Тенфьорд                                         | Английский                        | «Die Together»                                                            | «Умрём вместе»                      | 8                  | 215                | 3                                 | 211                               |
| 2023 | Ливерпуль          | Виктор Верникос                                         | Английский                        | «What They Say»                                                           | «О чём они говорят»                 | Не прошёл          | Не прошёл          | 13                                | 14                                |
| 2024 | Мальмё             | Марина Сатти                                            | Греческий                         | «Zari (Zάρι)»                                                             | «Игральные кости»                   | 11                 | 126                | 5                                 | 86                                |
| 2025 | Базель             | Клавдия                                                 | Греческий                         | «Asteromáta (Αστερομάτα)»                                                 | «Звёздные глаза»                    | 6                  | 231                | 4                                 | 112                               |
| 2026 | Вена               |                                                         |                                   |                                                                           |                                     |                    |                    |                                   |                                   |

### Как принимающая сторона
| Год  | Город проведения | Место проведения       | Ведущий (ведущие)           |
| ---- | ---------------- | ---------------------- | --------------------------- |
| 2006 | Афины            | Олимпийский крытый зал | Сакис Рувас, Мария Меноунос |

## Фотогалерея

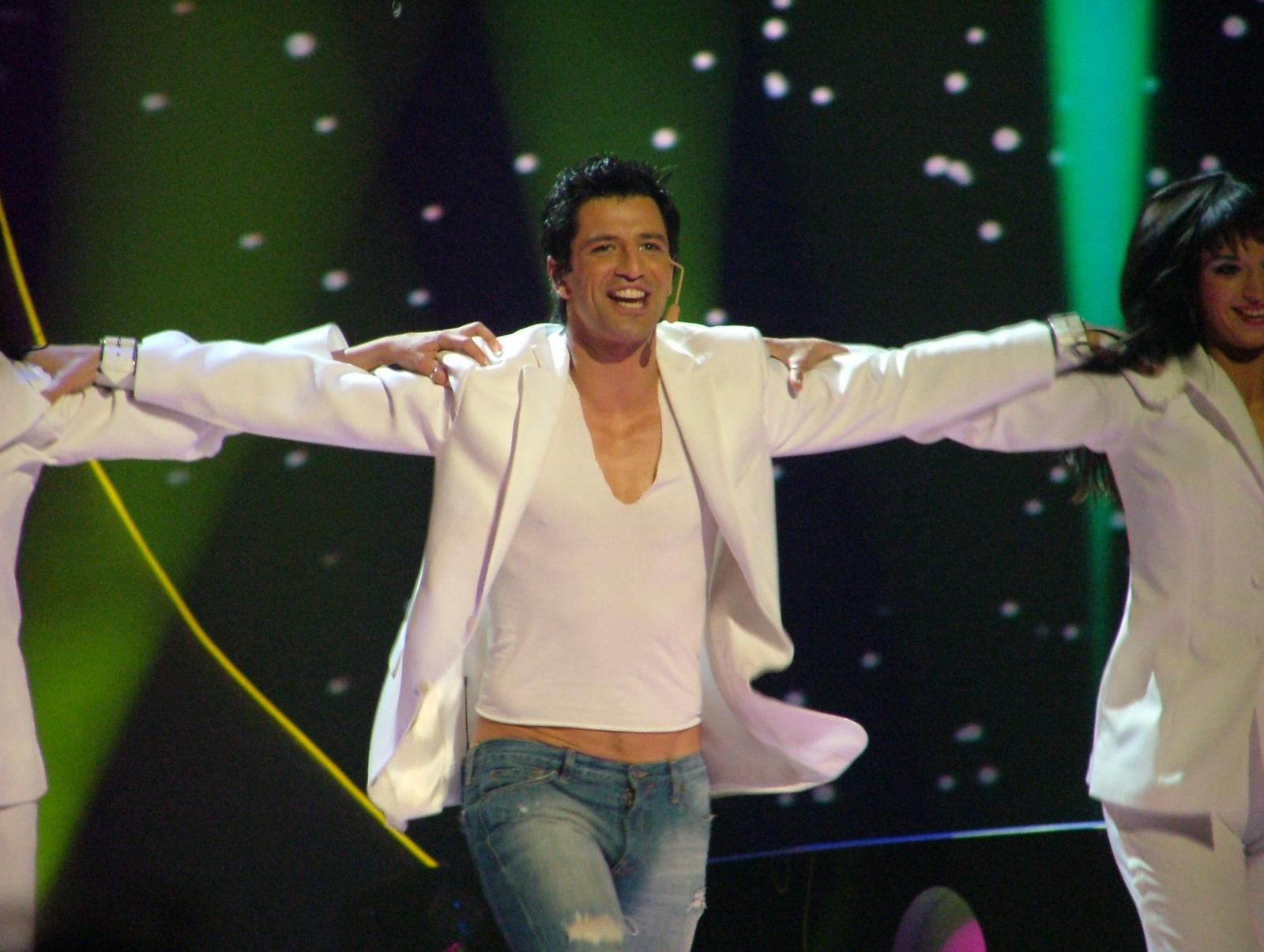
Сакис Рувас в Стамбуле
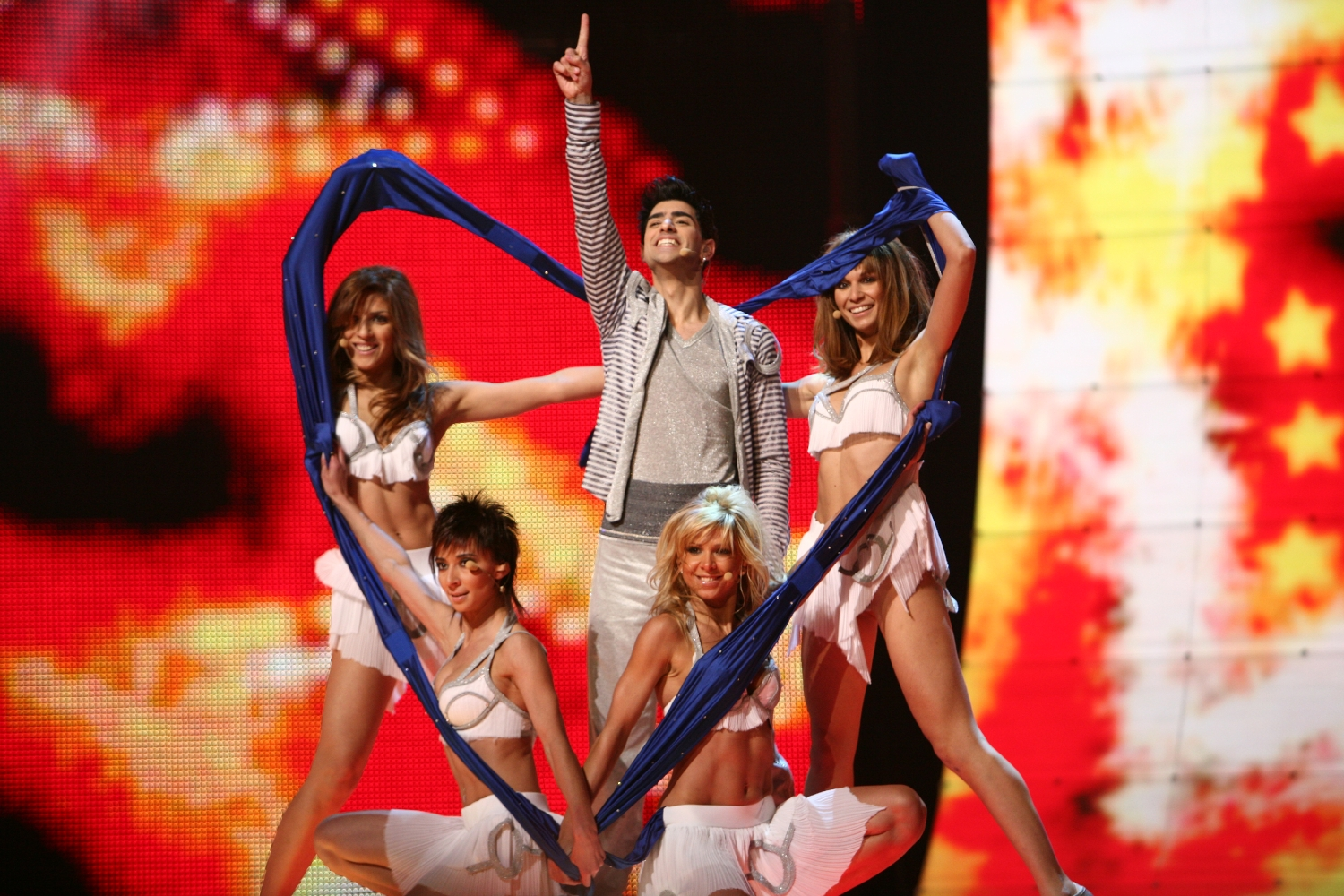
Сарбель в Хельсинки
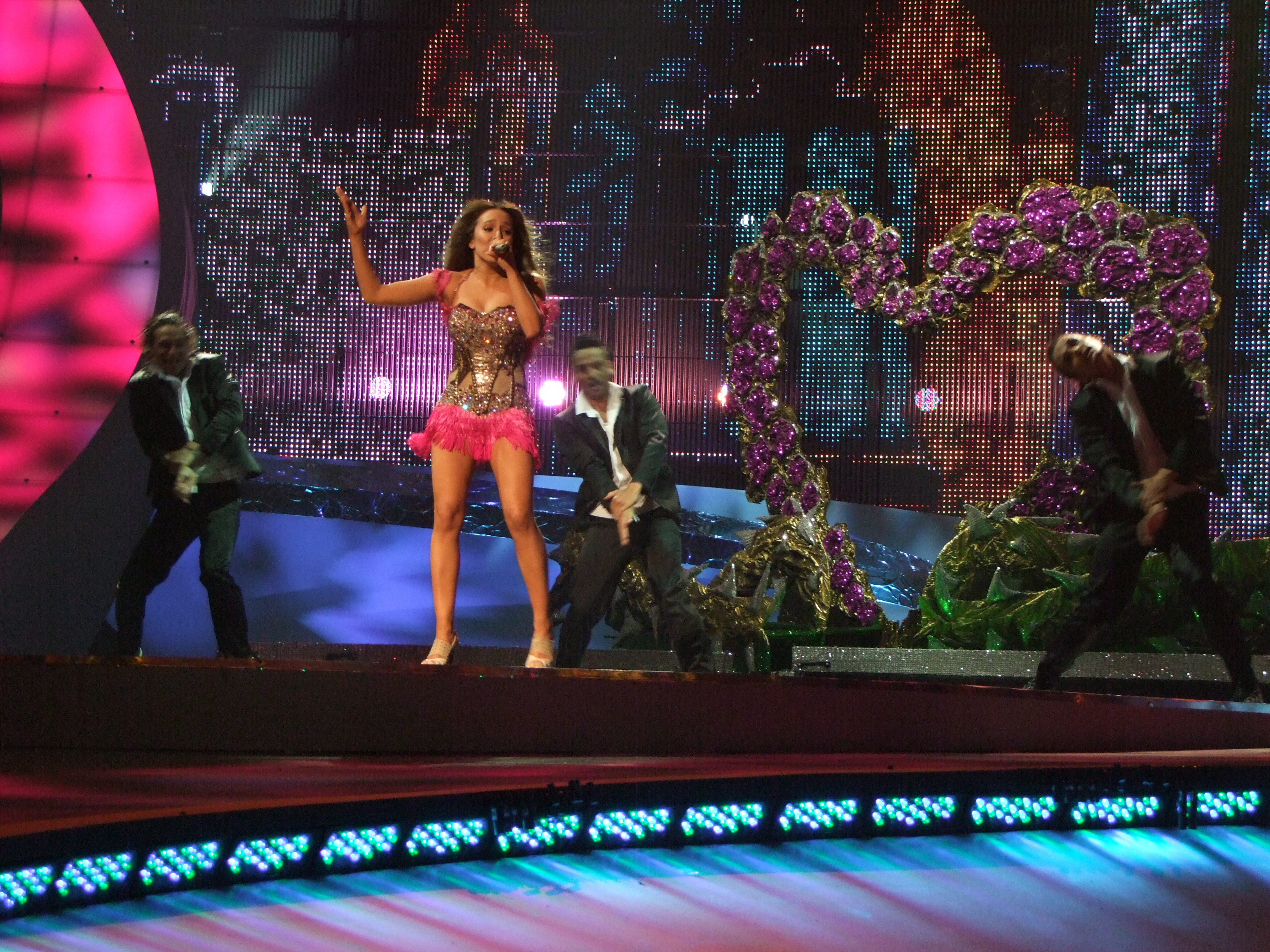
Каломира в Белграде
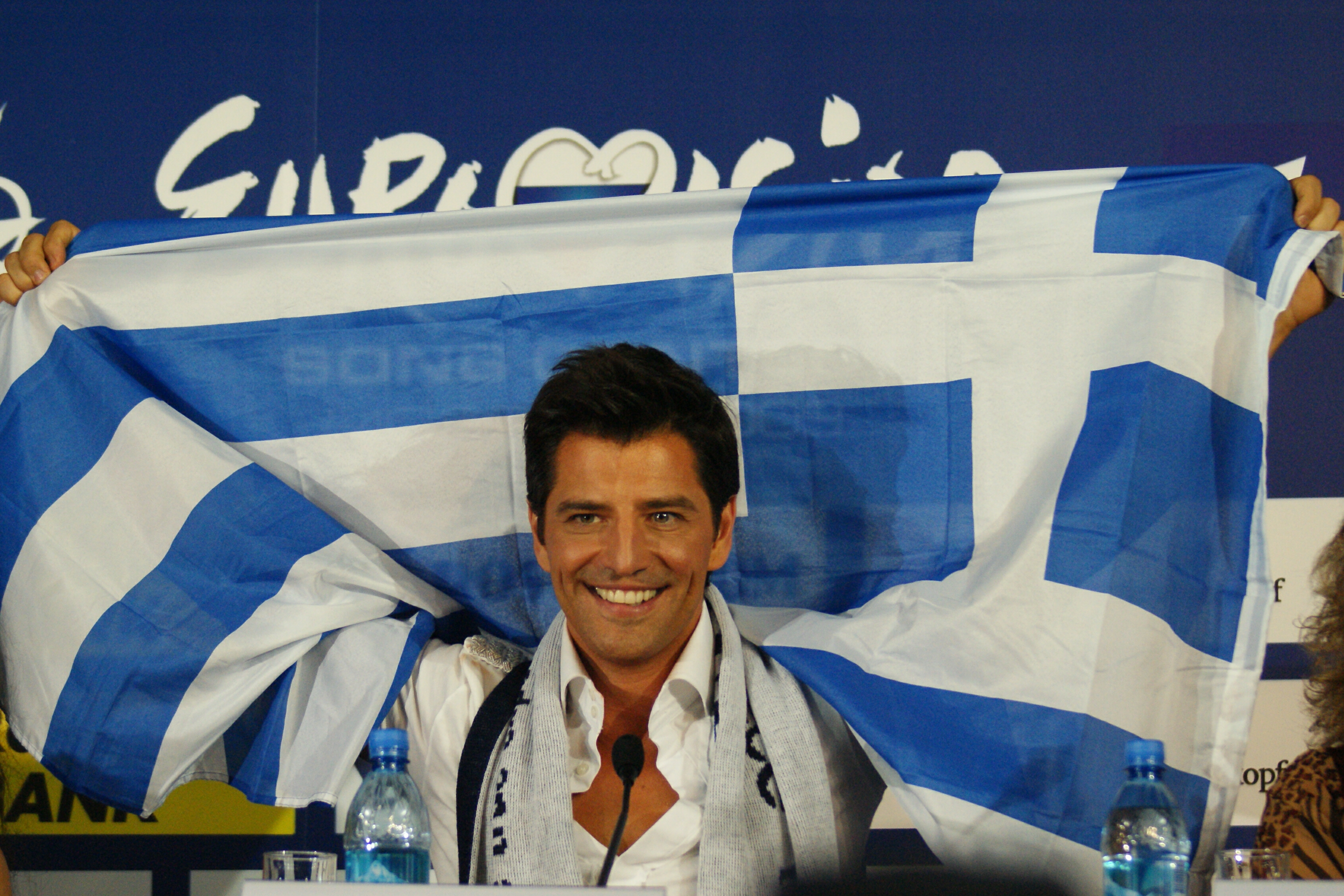
Сакис Рувас в Москве
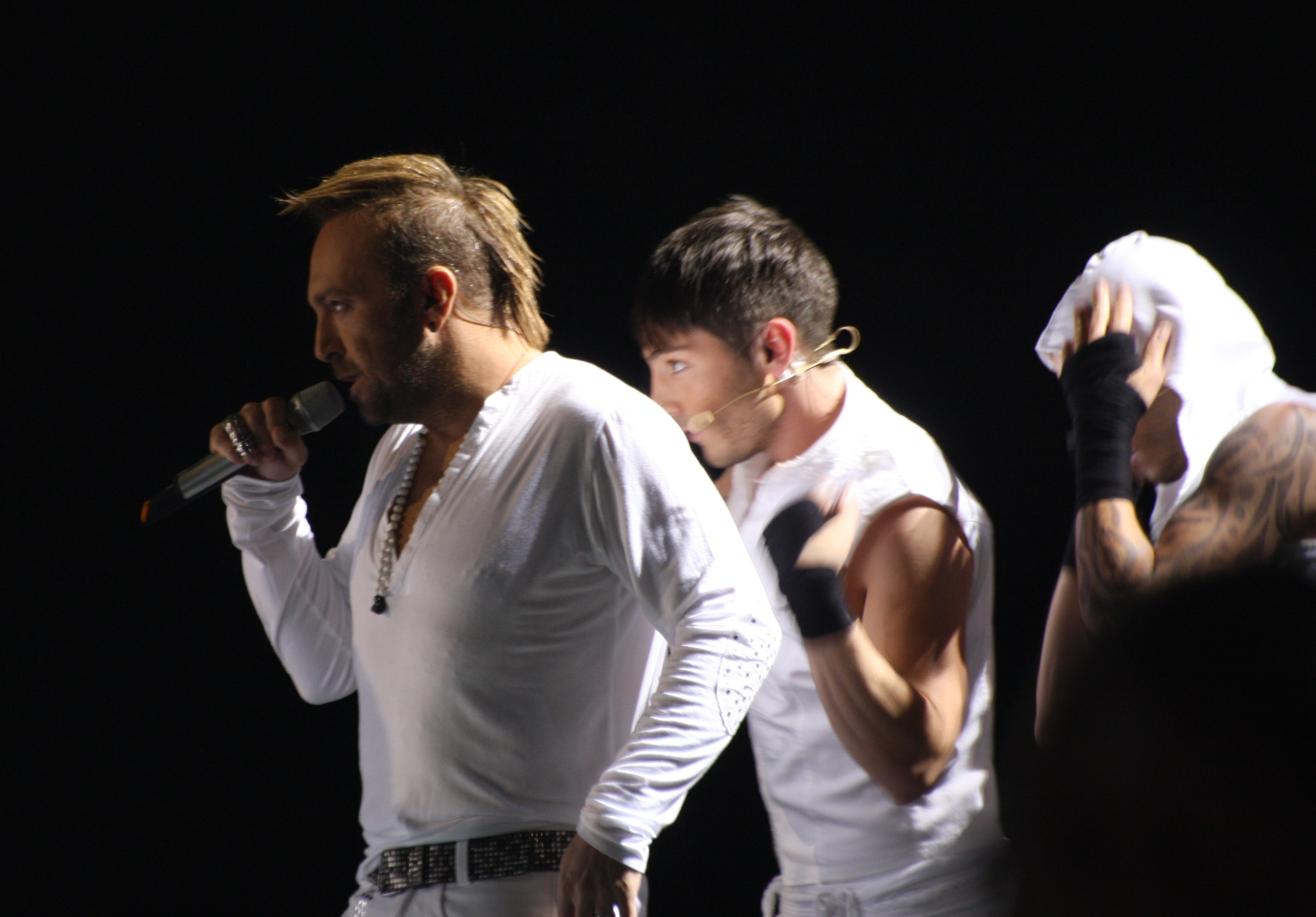
Йоргос Алкеос в Осло
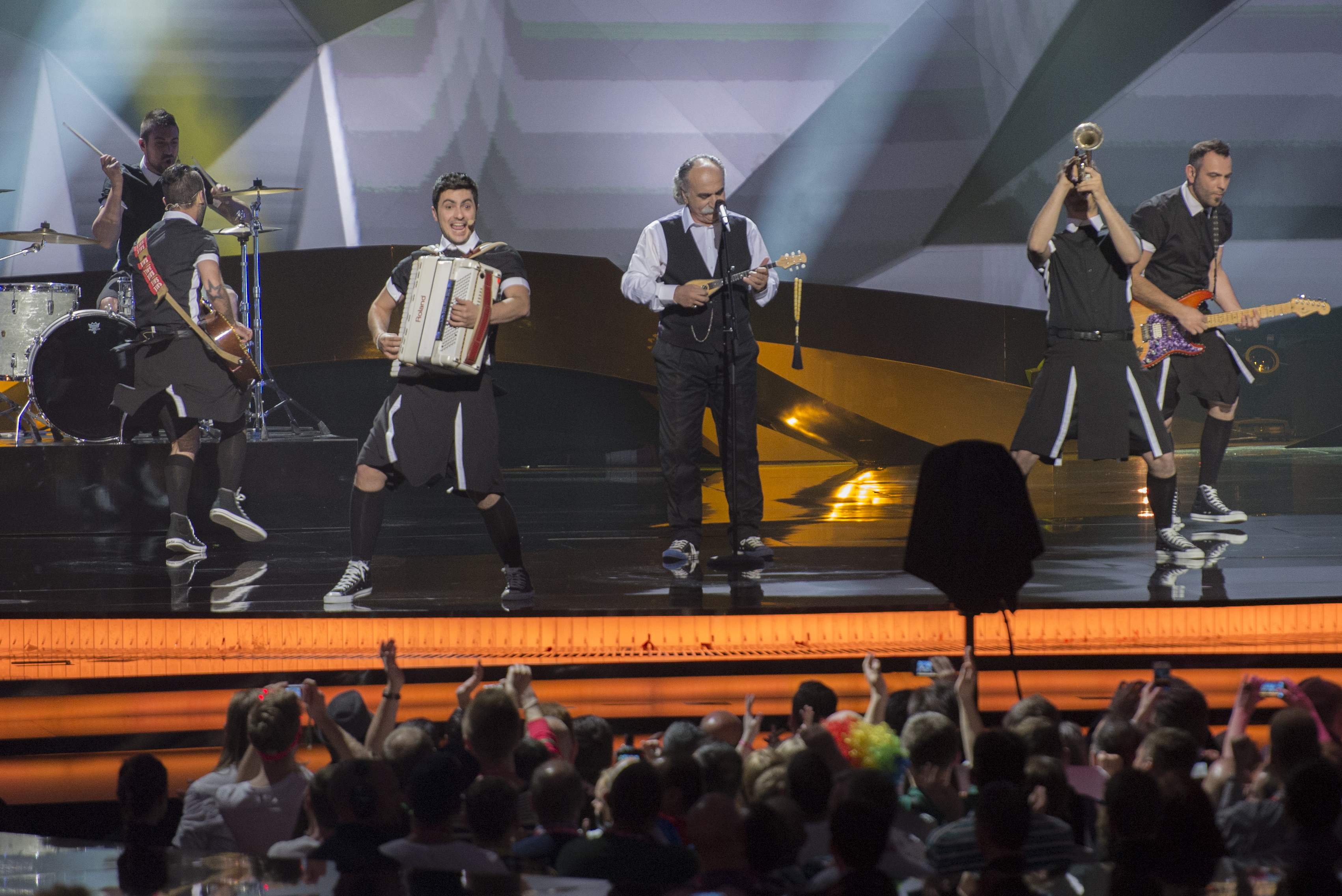
Koza Mostra и Агафонас Иаковидис в Мальмё
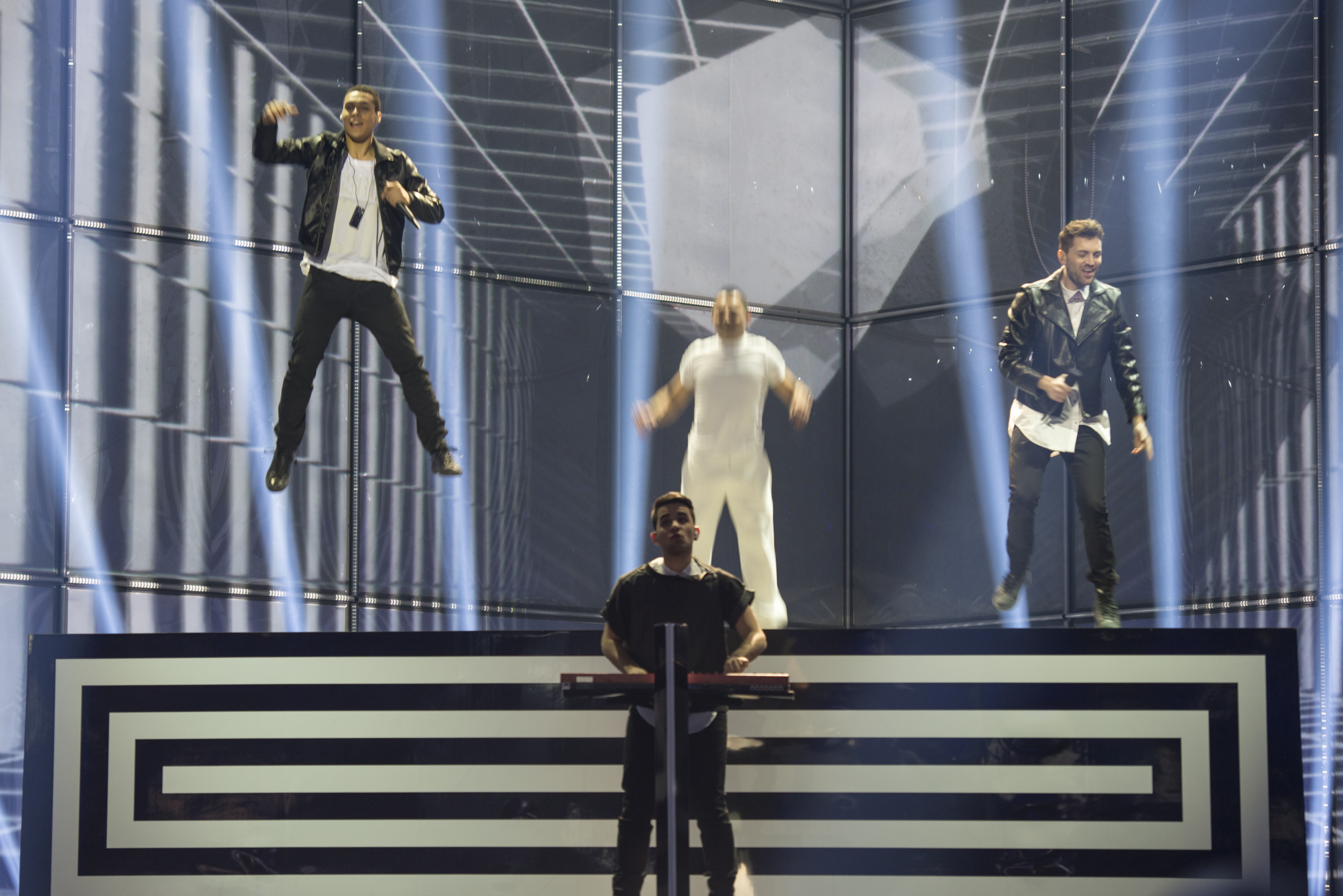
«Freaky Fortune» и Riskykidd в Копенгагене
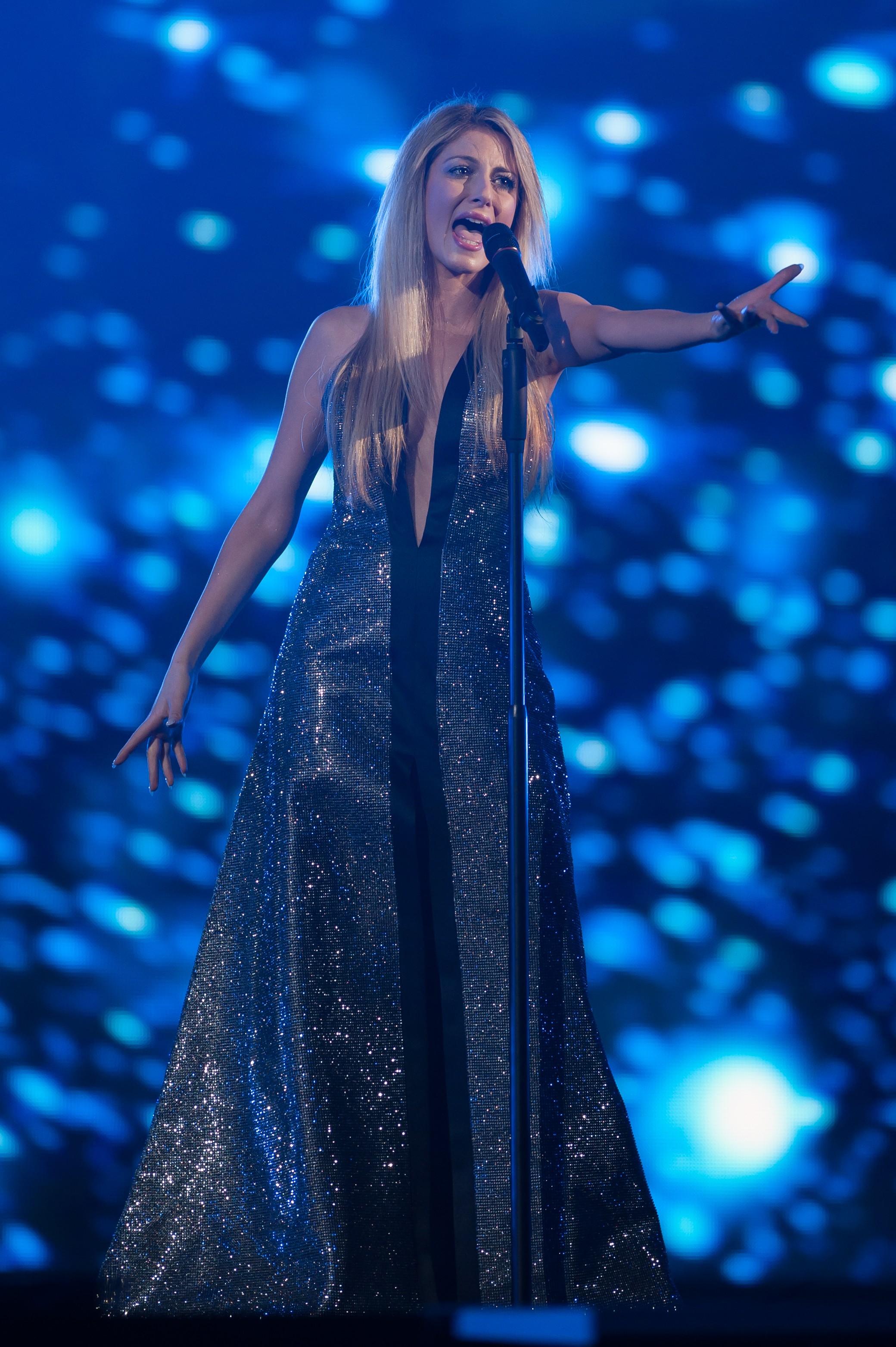
Мария-Элена Кириаку в Вене
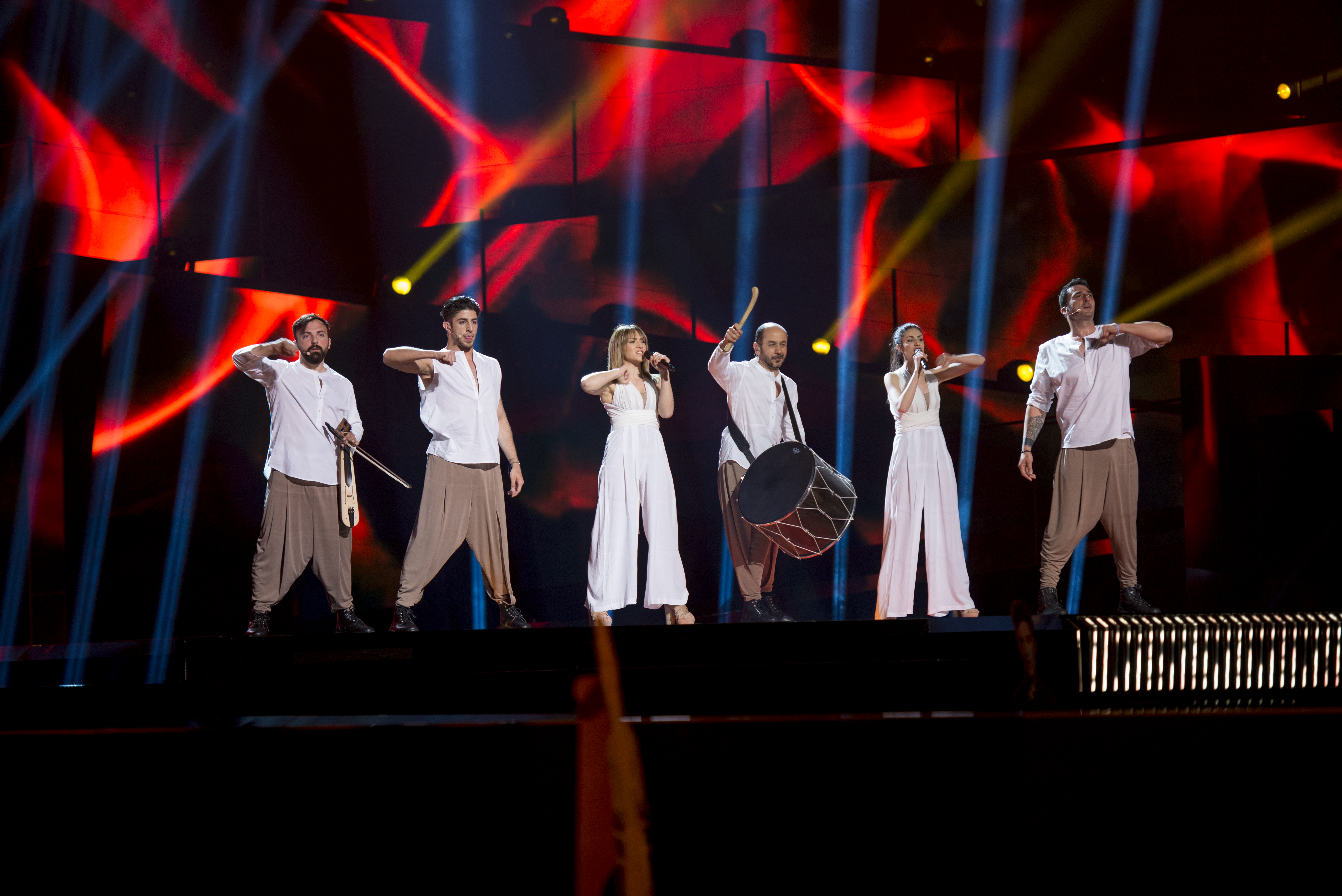
Argo в Стокгольме
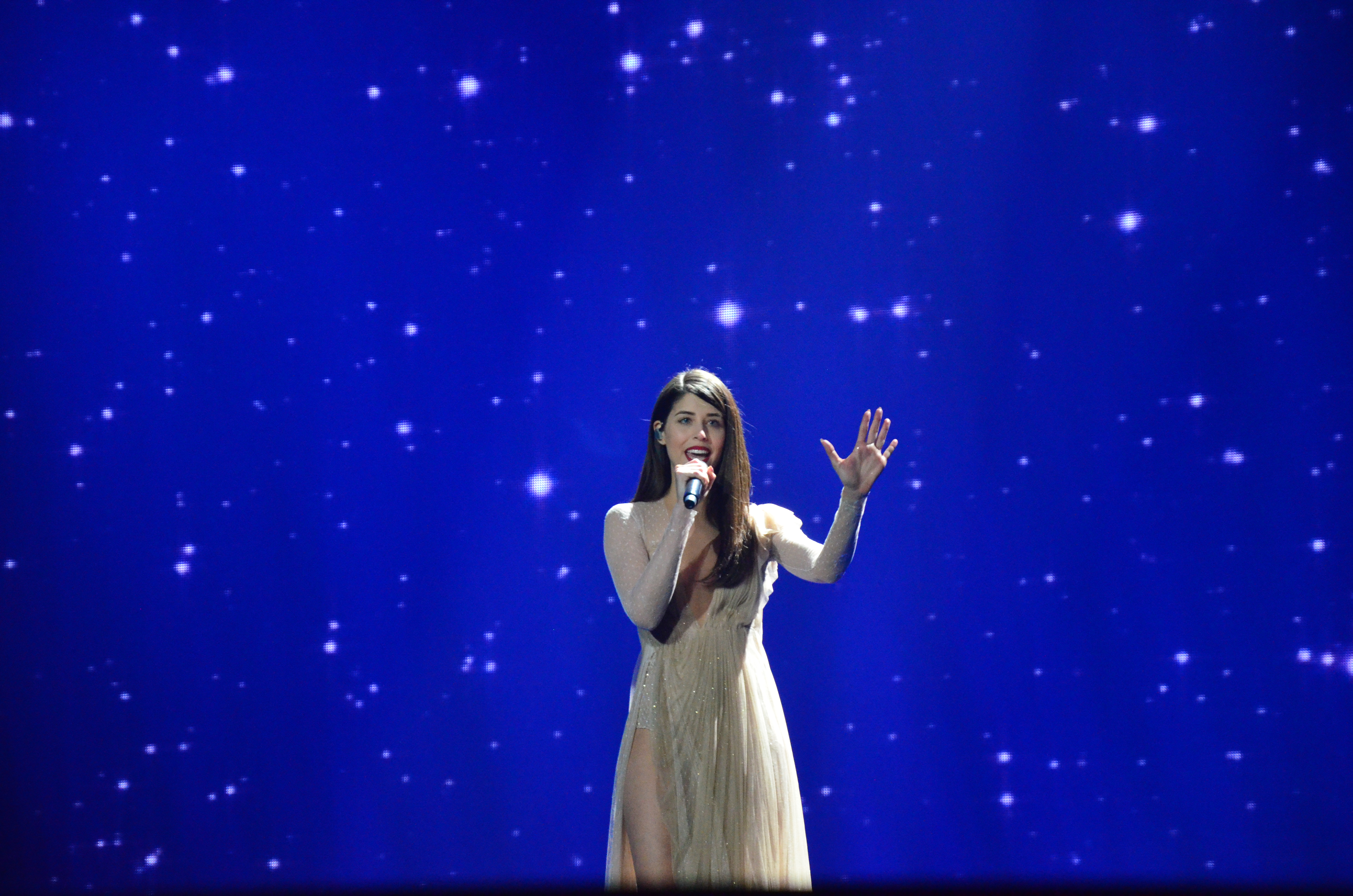
Demy в Киеве
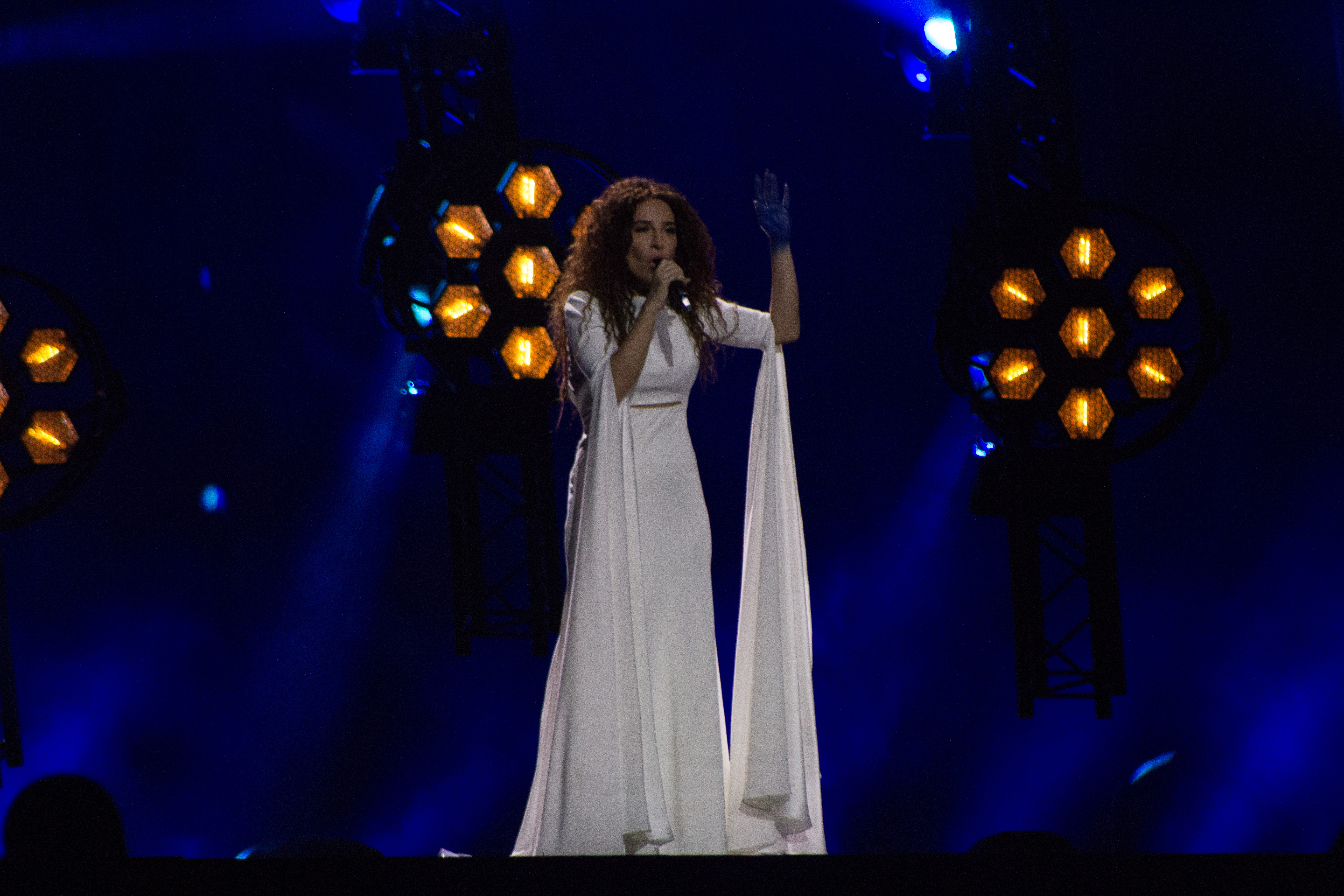
Янна Терзи в Лиссабоне
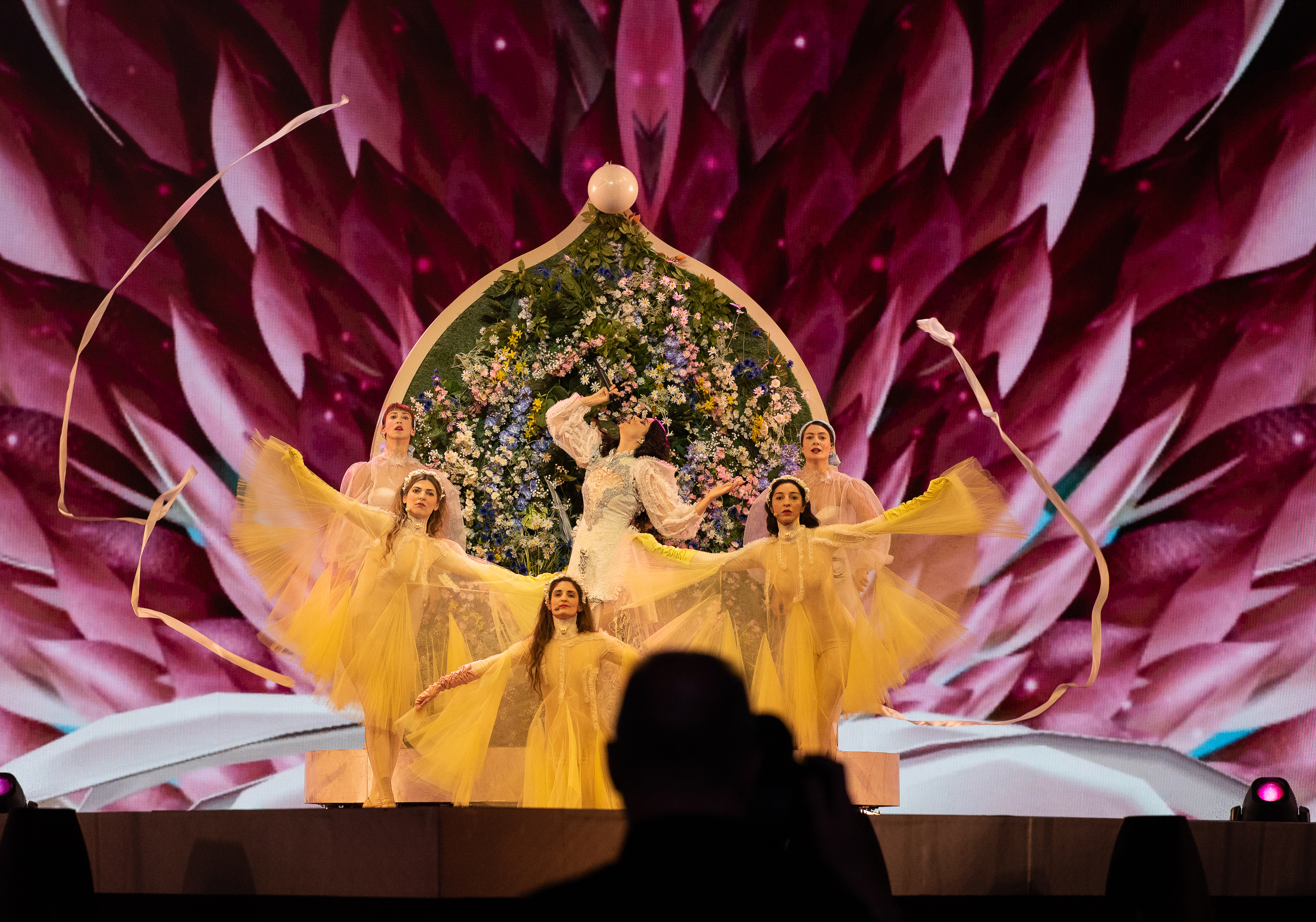
Катерина Дуска в Тель-Авиве